# Liga 2 de Indonesia
La Liga 2 de Indonesia, anteriormente Primera División de Indonesia es la segunda liga de fútbol más importante de Indonesia, solo por detrás de la Liga 1 de Indonesia, y es controlada por la Asociación de Fútbol de Indonesia.

## Historia
La liga fue creada en el año 1994 y usualmente se divide en dos o tres grupos distribuidos geográficamente, pero por el conflicto que hay entre la Liga Indonesia y la Liga Prima Indonesia, existen dos ligas de fútbol de Primera División en Indonesia desde 2011, por lo que la liga desde 2014 es parte de la Liga Indonesia.
Antes de la formación de la Liga Indonesia en el 2008, era la máxima categoría de fútbol en el país, y desde entonces ha sido una categoría de fútbol semi-profesional.

## Equipos participantes
| Equipo           | Localización   | Estadio             | Capacidad |
| ---------------- | -------------- | ------------------- | --------- |
| Muba United      | Musi Banyuasin | Serasan Sekate      | 5,000     |
| Badak Lampung    | Bandar Lampung | Sumpah Pemuda       | 35,000    |
| Cilegon United   | Cilegon        | Krakatau Steel      | 25,000    |
| Hizbul Wathan    | Sidoarjo       | Gelora Delta        | 35,000    |
| Martapura        | Martapura      | Demang Lehman       | 15,000    |
| Mitra Kukar      | Tenggarong     | Rondong Demang      | 10,000    |
| Persekat         | Tuban          | Tri Sanja           | 5,000     |
| Perserang        | Serang         | Maulana Yusuf       | 15,000    |
| Persewar         | Waropen        | Gelora Waropen      | 12,000    |
| Persiba          | Balikpapan     | Batakan             | 40,000    |
| Persijap         | Jepara         | Gelora Bumi Kartini | 20,000    |
| Kalteng Putra    | Palangkaraya   | Tuah Pahoe          | 5,000     |
| PSKC             | Cimahi         | Siliwangi           | 15,000    |
| Persis           | Surakarta      | Manahan             | 20,000    |
| Putra Sinar Giri | Gresik         | Gelora Joko Samudro | 25,000    |
| PSBS             | Biak           | Cendrawasih         | 15,000    |
| PSCS             | Cilacap        | Wijayakusuma        | 15,000    |
| Semen Padang     | Padang         | Haji Agus Salim     | 20,000    |
| PSIM             | Bantul         | Sultan Agung        | 35,000    |
| PSMS             | Medan          | Teladan             | 20,000    |
| PSPS             | Pekanbaru      | Kaharudin Nasution  | 30,000    |
| Sriwijaya        | Palembang      | Gelora Sriwijaya    | 23,000    |
| Sulut United     | Manado         | Klabat              | 10,000    |
| Tiga Naga        | Bandar Lampung | Pahoman             | 15,000    |

Notas:

## Lista de campeones

### Como Primera Liga
| Temporada | Nombre de Liga        | Campeón                                                           | Resultado                                                         | Finalista                                                         |
| --------- | --------------------- | ----------------------------------------------------------------- | ----------------------------------------------------------------- | ----------------------------------------------------------------- |
| 1994-95   | Liga Indonesia        | Persib Bandung                                                    | 1-0                                                               | Petrokimia Putra                                                  |
| 1995-96   | Liga Indonesia II     | Bandung Raya                                                      | 2-0                                                               | PSM Makassar                                                      |
| 1996-97   | Liga Indonesia III    | Persebaya Surabaya                                                | 3-1                                                               | Bandung Raya                                                      |
| 1997-98   | Liga Indonesia IV     | Liga abandonada por problemas políticos y económicos en Indonesia | Liga abandonada por problemas políticos y económicos en Indonesia | Liga abandonada por problemas políticos y económicos en Indonesia |
| 1998-99   | Liga Indonesia V      | PSIS Semarang                                                     | 1-0                                                               | Persebaya Surabaya                                                |
| 1999-00   | Liga Bank Mandiri     | PSM Makassar                                                      | 3-2                                                               | Pupuk Kaltim                                                      |
| 2001      | Liga Bank Mandiri     | Persija Jakarta                                                   | 3-2                                                               | PSM Makassar                                                      |
| 2002      | Liga Bank Mandiri     | Petrokimia Putra                                                  | 2-1                                                               | Persita Tangerang                                                 |
| 2003      | Liga Bank Mandiri     | Persik Kediri                                                     | -                                                                 | PSM Makassar                                                      |
| 2004      | Liga Bank Mandiri     | Persebaya Surabaya                                                | -                                                                 | PSM Makassar                                                      |
| 2005      | Liga Djarum Indonesia | Persipura Jayapura                                                | 3-2                                                               | Persija Jakarta                                                   |
| 2006      | Liga Djarum Indonesia | Persik Kediri                                                     | 1-0                                                               | PSIS Semarang                                                     |
| 2007-08   | Liga Djarum Indonesia | Sriwijaya FC (Palembang)                                          | 3-1                                                               | PSMS Medan                                                        |

### Como Segunda Liga
| 2008-09 | Liga Utama Esia     | Persisam Putra Samarinda | 1-0                    | Persema Malang         |                        |                        |
| 2009-10 | Liga Joss Indonesia | Persibo Bojonegoro       | 3-1                    | Deltras Sidoarjo       |                        |                        |
| 2010-11 | Liga Ti-phone       | Persiba Bantul           | 1-0                    | Persiraja (Banda Aceh) |                        |                        |
| 2011-12 | Divisi Utama        | Persepar                 | round robin            | Pro Duta               |                        |                        |
| 2013    | Divisi Utama        | PSS                      | 2-1                    | Lampung                |                        |                        |
| 2014    | Divisi Utama        | Pusamania Borneo         | 2-1                    | Persiwa Wamena         |                        |                        |
| 2015    | Divisi Utama        | Competición abandonada   | Competición abandonada | Competición abandonada | Competición abandonada | Competición abandonada |
| 2017    | Liga 2              | Persebaya Surabaya       | 3-2                    | PSMS Medan             |                        |                        |
| 2018    | Liga 2              | PSS Sleman               | 2-0                    | Semen Padang           |                        |                        |
| 2019    | Liga 2              | Persik Kediri            | 3-2                    | Persita                |                        |                        |

## División de grupos
| Temporada | Equipos | Oeste  | Oeste  | Central | Central | Esta | Total  |
| --------- | ------- | ------ | ------ | ------- | ------- | ---- | ------ |
| 1994-95   |         | 17     | 17     |         |         | 17   | 34     |
| 1995-96   |         | 15(-1) | 15(-1) |         |         | 16   | 31(-1) |
| 1996-97   |         | 11     | 11     | 11      | 11      | 11   | 33     |
| 1997-98   |         | 10     | 10     | 11      | 11      | 10   | 31     |
| 1998-99   |         | 6      | 5      | 6       | 5       | 6    | 28     |
| 1999-00   |         | 14     | 14     |         |         | 14   | 28     |
| 2001      |         | 14     | 14     |         |         | 14   | 28     |
| 2002      |         | 12     | 12     |         |         | 12   | 24     |
| 2003      | 20      |        |        |         |         |      | 20     |
| 2004      | 18      |        |        |         |         |      | 18     |
| 2005      |         | 14     | 14     |         |         | 14   | 28     |
| 2006      |         | 14     | 14     |         |         | 14   | 28     |
| 2007      |         | 18     | 18     |         |         | 18   | 36     |
| 2008-09   |         |        |        |         |         |      |        |
| 2009-10   |         | 11     | 11     | 11      | 11      | 11   | 33     |
| 2010-11   |         | 13     | 13     | 13      | 13      | 13   | 39     |
| 2011-12   |         | 11     | 11     |         |         | 11   | 22     |
| 2013      |         | 6      | 9      | 8       | 8       | 7    | 38     |

## Mejores jugadores
| Temporada | Nombre                                                            | Club                                                              |                        |
| --------- | ----------------------------------------------------------------- | ----------------------------------------------------------------- | ---------------------- |
| 1994-95   | Widodo C. Putro                                                   | Petrokimia Putra                                                  |                        |
| 1995-96   | Ronny Wabia                                                       | Persipura Jayapura                                                |                        |
| 1996-97   | Nur'alim                                                          | Bandung Raya                                                      |                        |
| 1997-98   | Liga abandonada por problemas políticos y económicos en Indonesia | Liga abandonada por problemas políticos y económicos en Indonesia |                        |
| 1998-99   | Ali Sunan                                                         | PSIS Semarang                                                     |                        |
| 1999-00   | Bima Sakti                                                        | PSM Makassar                                                      |                        |
| 2001      | Bambang Pamungkas                                                 | Persija Jakarta                                                   |                        |
| 2002      | Ilham Jaya Kesuma                                                 | Persita Tangerang                                                 |                        |
| 2003      | Musikan                                                           | Persik Kediri                                                     |                        |
| 2004      | Ponaryo Astaman                                                   | PSM Makassar                                                      |                        |
| 2005      | Christian Warobay                                                 | Persipura Jayapura                                                |                        |
| 2006      | Maman Abdurahman                                                  | PSIS Semarang                                                     |                        |
| 2007-08   | Zah Rahan Krangar                                                 | Sriwijaya FC                                                      |                        |
| 2008-09   | Aldo Baretto                                                      | Persisam Putra Samarinda                                          |                        |
| 2009-10   | Victor Rodrigues Da Silva                                         | Persibo Bojonegoro                                                |                        |
| 2010-11   | Wahyu Wiji Astanto                                                | Persiba Bantul                                                    |                        |
| 2011-12   | Cristian Carrasco                                                 | Persita Tangerang                                                 |                        |
| 2013      | Jean Paul Boumsong                                                | Persebaya Surabaya                                                |                        |
| 2014      | Sengbah Kennedy                                                   | Persiwa Wamena                                                    |                        |
| 2015      | Competición abandonada                                            | Competición abandonada                                            | Competición abandonada |
| 2017      | Irfan Jaya                                                        | Persebaya Surabaya                                                |                        |
| 2018      | Ichsan Pratama                                                    | PSS Sleman                                                        |                        |

## Goleadores
| Temporada | Nombre                                               | Club                                          | Goles                  |
| --------- | ---------------------------------------------------- | --------------------------------------------- | ---------------------- |
| 1994–95   | Peri Sandria                                         | Bandung Raya                                  | 34                     |
| 1995–96   | Dejan Gluscevic                                      | Bandung Raya                                  | 30                     |
| 1996–97   | Jacksen F. Tiago                                     | Persebaya Surabaya                            | 26                     |
| 1997–98   | Kurniawan Dwi Yulianto                               | Pelita Jakarta                                | 20                     |
| 1998–99   | Alain Mabenda                                        | PSDS Deli Serdang                             | 11                     |
| 1999–00   | Bambang Pamungkas                                    | Persija Jakarta                               | 24                     |
| 2001      | Sadissou Bako                                        | Barito Putra                                  | 22                     |
| 2002      | Ilham Jaya Kesuma                                    | Persita Tangerang                             | 26                     |
| 2003      | Oscar Aravena                                        | PSM Makassar                                  | 31                     |
| 2004      | Ilham Jaya Kesuma                                    | Persita Tangerang                             | 22                     |
| 2005      | Cristian Gonzales                                    | Persik Kediri                                 | 25                     |
| 2006      | Cristian Gonzales                                    | Persik Kediri                                 | 29                     |
| 2007–08   | Cristian Gonzales                                    | Persik Kediri                                 | 32                     |
| 2008–09   | Dzumafo Herman Epandi Jean Paul Boumsong Mardiansyah | PSPS Pekanbaru Persikad Depok Persikabo Bogor | 17                     |
| 2009–10   | Edward Wilson Junior                                 | Semen Padang                                  | 20                     |
| 2010–11   | Udo Fortune                                          | Persiba Bantul                                | 34                     |
| 2011–12   | Sackie Teah Doe                                      | Barito Putera                                 | 18                     |
| 2013      | Jean Paul Boumsong Oliver Makor                      | Persebaya Surabaya Persik Kediri              | 18                     |
| 2014      | Yao Rudy Abblode                                     | Persiwa Wamena                                | 17                     |
| 2015      | Competición abandonada                               | Competición abandonada                        | Competición abandonada |
| 2017      | Rivaldy Bawuo                                        | Kalteng Putra                                 | 17                     |
| 2018      | Indra Setiawan                                       | PSMP                                          | 29                     |

## Patrocinio

### Nombre del torneo
La Liga Indonesia ha sido patrocinada desde su creación en 1994. En muchos casos, el patrocinador principal es quien bautiza la liga.
| Temporada | Patrocinador                       |
| --------- | ---------------------------------- |
| 1994/96   | Dunhill (Liga Dunhill)             |
| 1996/97   | Kansas (Liga Kansas)               |
| 1997/99   | Sin Patrocinio (Liga Indonesia)    |
| 1999/04   | Bank Mandiri (Liga Bank Mandiri)   |
| 2005/07   | Djarum (Liga Djarum Indonesia)     |
| 2008/09   | Esia (Liga Esia)                   |
| 2009/10   | Extra Joss (Liga Joss Indonesia)   |
| 2010/11   | Ti-phone (Liga Ti-Phone)           |
| 2011/12   | antv (Divisi Utama Liga Indonesia) |

### Socios en Difusión
1. TVRI (1994–2002)
2. SCTV (2003)
3. RCTI (1999-2002, 2011-2012, 2014-presente)
4. MNCTV (2011-2012, 2014-presente)
5. Global TV (2011-2012, 2014-presente)
6. Trans TV (2003)
7. ANTV (1995-1999, 2003–2013)
8. TV7 (2003–2006)
9. LatiVi (2006–2007)
10. tvOne (2013–2014-presente)